# Lars Hummel
Lars Hummel (født 1965) er en tidligere dansk atlet medlem af Sparta Atletik.

## Internationale mesterskaber
- 1987 VM-inde 60 meter-inde 28. plads 6,97

## Danske mesterskaber
- Guld 1985 Længdespring 7,27
- Sølv 1985 100 meter 10,64
- Guld 1985 60 meter-inde 6,81
- Sølv 1984 200 meter 21,63

Danske juniormesterskaber -20 år
- Guld 1985 100 meter 10,3
- Guld 1985 200 meter 21,4
- Guld 1985 400 meter 49,2
- Guld 1984 100 meter 10,66

## Personlige rekorder
- 60 meter-inde: 6,78 1985
- 100 meter: 10,28 1987
- Længdespring: 7,56 1986